# Zoniopoda juncorum
Zoniopoda juncorum is een rechtvleugelig insect uit de familie Romaleidae. De wetenschappelijke naam van deze soort is voor het eerst geldig gepubliceerd in 1887 door Berg.